# Ellehammer A/S
Ellehammer A/S eller Laboratorium Ellehammer er en dansk virksomhed grundlagt i 1904 af den danske opfinder Jacob Ellehammer. Firmaet eksisterer fremdeles og fremstiller blandt andet pumper og brandmateriel til skibe.

## Historie
Ellehammer grundlagde sit laboratorium i 1898, og det blev en egentlig virksomhed i 1904. Det er denne virksomhed, der stadig findes som Ellehammer A/S.
Han opførte i 1919-20 en laboratoriebygning til sin virksomhed i Bedre Byggeskik-stil på Kildegårdsvej 20 i Hellerup ved arkitekten Aage Langeland-Mathiesen. Bygningen findes stadig, men blev gennemgribende – og ulovligt – ombygget til firmadomicil i 2008 af CPH Ejendomme ApS, som ikke havde ansøgt om byggetilladelse jf. gældende bevarende lokalplan. Ved den lejlighed blev teksten med 1898 – Laboratorium Ellehammer – 1920 fjernet fra bygningens facade, men denne tekst blev efter påbud fra Gentofte Kommune atter opsat i efteråret 2010.
Hans Ellehammer, Jacob Ellehammers søn, overtog firmaet i 1947.
I dag har firmaet til huse i Glostrup.